# Armas de jardín

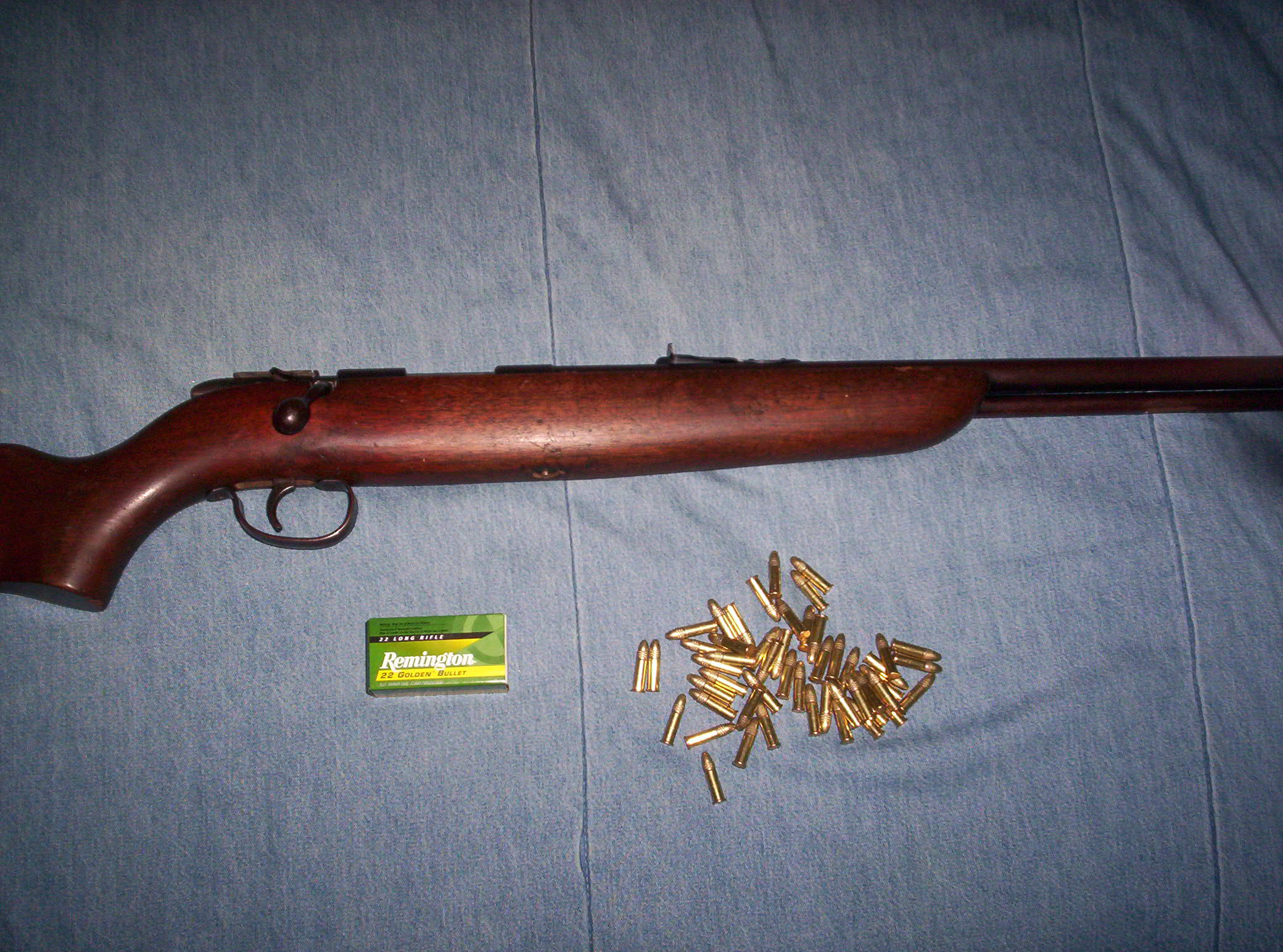
Remington Sportmaster 512, con munición .22 Long Rifle.

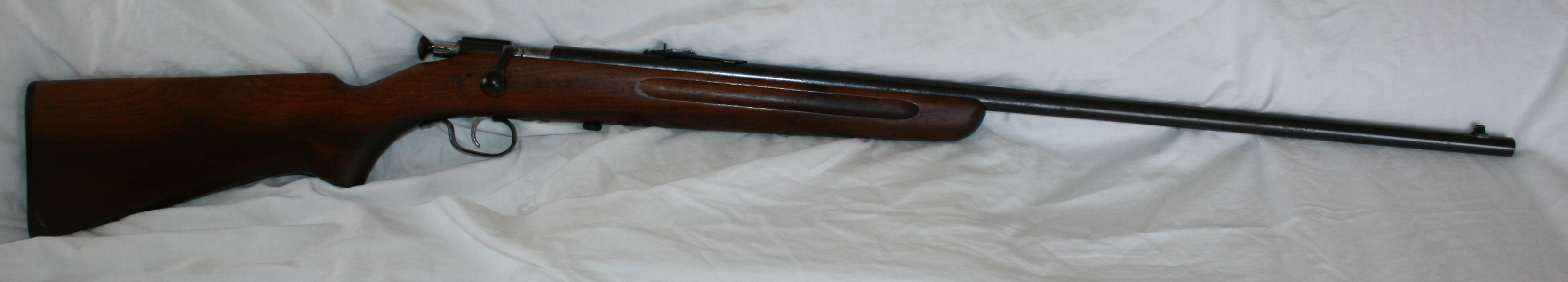
Winchester 67.

Las armas de jardín, son armas de fuego de pequeño calibre, utilizadas habitualmente por jardineros y agricultores para el control de plagas, están hechas para disparar proyectiles de calibres pequeños, como el calibre .410, el calibre .360, los cartuchos de 9 mm y 6 mm Flobert, o los cartuchos de percusión anular del calibre .22 Long Rifle. 
Estas son armas de corto alcance que causan poco daño más allá de 20 yardas, y son relativamente silenciosas cuando se disparan con munición de percusión anular. Estas armas son especialmente adecuadas para su uso dentro de graneros y cobertizos. Estas armas también se utilizan para el control de plagas en aeropuertos, almacenes, corrales, etc.

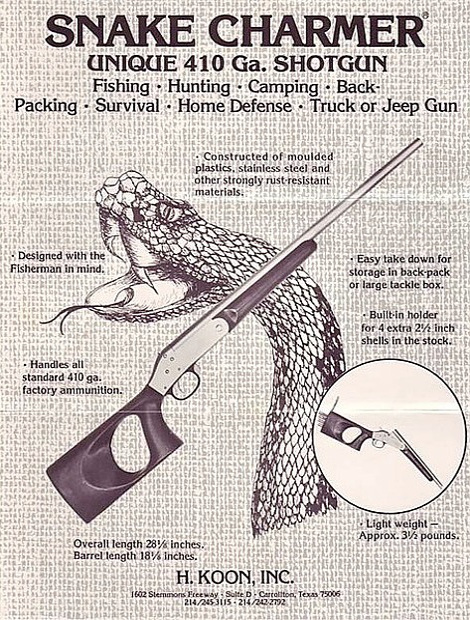
Anuncio de la encantadora de serpientes "Snake Charmer", una escopeta del calibre .410.

En América del Norte, las armas de jardín generalmente tienen el calibre .22 Long Rifle.
En Europa, las armas de jardín han sido diseñadas para usar el cartucho de percusión anular Flobert de 9 mm, estas armas son muy comunes y tienen pocas restricciones, incluso en los países con leyes estrictas sobre control de armas, su potencia y alcance son limitados, lo que las hace adecuadas solamente para el control de plagas. La munición de percusión anular Flobert de 9 mm fabricada por Fiocchi, utiliza un cartucho que dispara perdigones con una velocidad de 600 pies por segundo.
Los jardineros y agricultores, suelen utilizar escopetas pequeñas del calibre .410, para el control de plagas. Las escopetas del calibre .410, están cargadas con cartuchos de perdigones, estas armas son adecuadas para la caza menor y el manejo de plagas, incluyendo la caza de conejos, ardillas, serpientes, ratas y aves.